# Platysenta summota
Platysenta summota är en fjärilsart som beskrevs av William Schaus 1911. Platysenta summota ingår i släktet Platysenta och familjen nattflyn. Inga underarter finns listade i Catalogue of Life.